# Meteoroide

Los meteoroides son restos pequeños de roca y metal. Pedazos que suelen ser de asteroides, cometas y raramente de la luna de Marte. La gravedad terrestre arrastra a millones de meteoroides. La mayoría se vaporizan al llegar a la atmósfera, dejando un rastro visible de polvo brillante al que popularmente se le llama “estrella fugaz”.

Un meteoroide es un cuerpo menor del sistema solar de aproximadamente entre 100 µm hasta 50m (de diámetro máximo). El límite superior de tamaño, 50 m, se emplea para diferenciarlo de los cometas y de los asteroides, mientras que el límite inferior de tamaño, 100 µm, se emplea para diferenciarlo del polvo cósmico; no obstante, los límites de tamaño no suelen usarse muy estrictamente siendo ambigua la designación de los objetos que se encuentren cercanos a estos límites.
En la práctica, esta es la definición más empleada, que deriva de la definición de la Royal Astronomical Society, "cuerpo celeste de entre 100 µm y 10 m", combinada con la definición de near-Earth meteroid (extrapolada a meteoroides también no cercanos a la Tierra), "objetos con órbitas en la vecindad de la Tierra con un diámetro menor de 50 m", y las nuevas definiciones de la UAI de la asamblea del 22 de agosto de 2006, que distinguen planeta, planeta enano, satélite y cuerpo menor del sistema solar.
La actual definición de meteoroide establecida por la Unión Astronómica Internacional (IAU) en su XI Asamblea General (1961) es la de "un objeto sólido que se mueve en el espacio interplanetario, de un tamaño considerablemente más pequeño que un asteroide y considerablemente más grande que un átomo o molécula". Sin embargo, se considera desfasada, poco precisa y ampliamente errónea. 
La mayoría de los meteoroides son fragmentos de cometas y asteroides, aunque también pueden ser rocas de satélites o planetas que han sido eyectadas en grandes impactos o simplemente restos de la formación de sistema solar. Cuando entra en la atmósfera de un planeta, el meteoroide se calienta y se vaporiza parcial o completamente. El gas que queda en la trayectoria seguida por el meteoroide se ioniza y brilla. El rastro de vapor brillante se llama técnicamente meteoro, aunque su nombre común es estrella fugaz. Se denominan bólidos aquellos meteoros cuya magnitud aparente es inferior a -4 (a menor valor de la magnitud aparente, mayor brillo), que es aproximadamente la magnitud aparente del planeta Venus, que de entre todas las estrellas y planetas es el cuerpo más brillante desde la Tierra. De aquellos bólidos de magnitud aparente inferior a la de la luna llena (-12,6), los superbólidos, pueden sobrevivir fragmentos que lleguen al suelo; estos fragmentos son denominados meteoritos. La mayoría de los meteoritos terrestres, excepto los metálicos de grandes dimensiones, proceden de meteoroides.

## Ejemplos de meteoroides
- 2003 YN107
- 2011 MD
- 2011 CQ1